# 古賀亘
古賀 亘（こが わたる、1972年5月5日 - ）は、日本におけるモーションキャプチャーアクター（モーションアクター/モーキャプアクター）の第一人者、俳優、アクション俳優、アクションコーディネイター。愛知県稲沢市出身。
映画『イン・ザ・ヒーロー』唐沢寿明演じる主人公"本城渉"のキーパーソンモデルとなった人物（本編にはモーションアクター役で出演）
業界初国内初、モーションキャプチャー収録においてモーションアクターのコーディネイトとアクションのコーディネイトを専門とする株式会社活劇座を設立。代表取締役を務める。
自社モーションキャプチャースタジオ「モーションキャプチャースタジオ55」を完備し、国内初、MotionActorSchool/モーションアクタースクールを開講する。
『バーチャファイター』シリーズ、『鉄拳』シリーズ、『モンスターハンター』シリーズ、『戦国BASARA』シリーズ、『バイオハザード』シリーズ、『ソウルキャリバー』シリーズ、『ファイナルファンタジー』シリーズなど1000タイトル以上の作品に参加している。

## 略歴
- 少年時代にジャッキー・チェンに憧れてアクション俳優を目指し、名古屋放送児童劇団に入団。
- 15歳〜18歳まで東映アクションクラブ（現：名古屋アクションクラブ）に所属
- 第4回エリアコードドラマ052オーディショングランプリ
- 1999年にアクションが得意な俳優数名で活劇俳優集団「活劇座」を立上げ、座長を務める。2009年に法人化　株式会社活劇座となる。
- 『平成ウルトラセブン』のミズノタクマ隊員などを演じた俳優としての活動の他、自らスタントを演じたり、アクションコーディネーターやアクションゲームのモーションアクターを務めるなどしている（1000作品以上に参加）。また俳優養成所では殺陣やアクションの講師としての仕事も行っている。
- フジテレビ系列／関西テレビなどで放送された「神話戦士ギガゼウス」「神話戦士ギガゼウスepisode2」にゼウス隊隊長剣剣介（ツルギケンスケ）役で主演し、変身後のスーツアクターも本人が担当。

## 人物
- 特技はアクション、殺陣、スタント、武術においては空手（和道流弐段）、古武術（戸隠流忍法参段）。
- 趣味は木登り、中国武術（呉氏開門式八極拳）、また、2011年よりロシア軍隊格闘術システマをはじめる。
- 俳優としての代表作は、
  - 中学生日記（レギュラー、ほか）。
  - マギニチュード（映画）千草裕昭役。
  - 平成ウルトラセブンシリーズ（1998〜2002）ウルトラ警備隊ミズノタクマ隊員。
  - ブラッディ・ナイト・ア・ゴーゴー（映画）／主演
  - 稲川淳二の餌食（映画）準主演。
  - エリアコードドラマ052「不倫の法則」レギュラー、宗方弘樹役。
  - CMハウス「いただきレンジ」（木村佳乃の恋人役で2本出演）
  - CRゴジラ3 X星人
  - CRゴジラ4 〜破壊神降臨〜 X星人
  - 神話戦士ギガゼウス 主演 剣剣介役＆ギガゼウススーツアクター
- モーションアクター&アクションコーディネイターとして、600タイトル以上に参加（ゲーム、CGムービー、パチンコなど）
- 株式会社SEGA「バーチャファイター」シリーズ、「ファンタシースター」シリーズ（モーションアクター&アクションコーディネイト、モーションアクターコーディネイト）や株式会社バンダイナムコゲームス「鉄拳6」（モーションアクター&モーションアクターコーディネイト）などの格闘ゲームから、株式会社カプコン「モンスターハンター」シリーズ（モーションアクターコーディネイト）「戦国BASARA」シリーズ（モーション&アクションコーディネイト、モーションアクター、モーションアクターコーディネイト）などのアクションゲーム、株式会社バンダイナムコゲームス「トラスティ・ベル」（モーションアクター、モーションアクターコーディネイト）などアクションの無い作品まで幅広く活動している。
- アクションコーディネイターとして、「アクションの振り付けは、シナリオを書くようなもの。単に派手な動きや細かいカット割で誤魔化すのではなく、アクションの流れの中にもドラマを盛り込み、作品を更に盛り上げていくのが特徴。また、身に付けている数々の武芸のエッセンスをアクションの中にアクセントとして取り入れたり、動きに必然性を求めるのも特徴である。また俳優小川輝晃がリーダーを務める「Chanbara Project」に俳優&アクション振付師として参加、2007年7月よりイギリス、ドイツ、オランダ、デンマーク、ベルギー、イタリア、スロバキア、ハンガリーなどヨーロッパを中心に、和太鼓集団「倭」の演奏とアクションショーをコラボレーションさせた「Chanbara Legend of the Sword」の公演で世界中で活動。毎回1,500〜2,000人以上の集客を集めている。